# ال موندو (اسپانیا)
ال موندو (انگلیسی: El Mundo) دومین روزنامه بزرگ کشور اسپانیا است. این روزنامه به همراه روزنامه‌های ال پائیس و ای‌بی‌سی از روزنامه‌های اصلی اسپانیا به‌شمار می‌روند.

## تاریخچه
اولین نسخه این روزنامه در تاریخ ۲۳ اکتبر ۱۹۸۹ منتشر شد.سردبیر روزنامه در آن زمان پدرو رامیرز بود که تا سال ۲۰۱۴ در این سمت مشغول به کار بود. دفتر مرکزی روزنامه در مادرید واقع است. روزانه به صورت یک نسخه ملی برای توزیع سراسری و چندین نسخه محلی جهت توزیع منطقه‌ای در مناطق اندلس، والنسیا، کاستیا و لئون، جزایر بالئاری و بیلبائو منتشر می‌شود.
ال موندو، همراه با مارکا و اکسپانسیون، توسط شرکت انتشاراتی ایتالیایی گروه مدیا RCS از طریق یک شرکت تابعه اسپانیایی به نام یونیداد ادیتوریال S.L کنترل می‌شود. مالک سابق آن یوندیسا بود که در سال ۲۰۰۷ با گروه رکولتوس ادغام شد و اکنون یونیداد ادیتوریال، مالک کنونی روزنامه است.
در سال ۲۰۰۵ ال موندو روزنامه تکمیلی ای را برای زنان به نام یو دونا راه اندازی کرد که الگوبرداری شده از روزنامه ایتالیایی کوریره دلا سرا است.
در ژانویه ۲۰۱۴، پدرو جی رامیرز، سردبیر روزنامه، از سمت خود برکنار شد. او مدعی شد که گزارش او در مورد رسوایی‌های فساد مربوط به ماریانو راخوی، نخست‌وزیر اسپانیا، منجر به برکناری او گردید. کاسیمیرو گارسیا ابادیلو تا آوریل ۲۰۱۵ به عنوان سردبیر کار کرد و دیوید جیمنز جایگزین وی شد.
ال موندو عموماً دارای مواضع سیاسی راست میانه با تمایلات لیبرالی و مستقل است. شمارگان نسخه چاپی این روزنامه در سال ۲۰۱۱ تعداد ۲۶۶٬۲۹۴ نسخه در روز بود.

## موضع تحریریه
ال موندو در سرمقاله‌های خود اغلب دیدگاه‌های جریان اصلی راست میانه را با مضامین مستقل و لیبرال بیان می‌کند.
ال موندو خط تحریریه خود را لیبرال تعریف کرده‌است. معمولاً از طیف ناسیونالیسم چپ انتقاد می‌کند. ایدئولوژی کنونی آن راست میانه سکولار است. در میان ستون نویسان آن ناهمگونی و التقاط قابل توجهی وجود دارد که بعضاً آشکارا به سیاست تحریریه انتقاد می‌کنند. به‌کارگیری این سیاست هنگامی‌که فیلیپه گونزالس ساقط شد تعیین‌کننده بود.
ال موندو براساس اصول ایدئولوژیک خود، «آرزو دارد که یک روزنامه مترقی باشد، متعهد به دفاع از نظام دموکراتیک فعلی، آزادی‌های عمومی و آزادی‌های مندرج در اعلامیه جهانی حقوق بشر سازمان ملل متحد و همچنین در کنوانسیون اروپایی حقوق بشر.»